# Fernando Araújo Perdomo
Fernando Araújo Perdomo (Cartagena, 27 de junio de 1955) es un ingeniero civil y político colombiano.
Fue ministro de Desarrollo durante la administración del presidente Andrés Pastrana, por el que se hizo célebre el escándalo de Chambacú. Fue secuestrado por las Fuerzas Armadas Revolucionarias de Colombia (FARC) y mantenido en cautiverio por seis años hasta el 31 de diciembre de 2006, que pudo escapar. Dos meses después de recobrar su libertad el presidente colombiano Álvaro Uribe lo nombró Ministro de Relaciones Exteriores de Colombia, en el que se destacó su labor durante la Crisis diplomática de Colombia con Ecuador y Venezuela de 2008. Renunció al cargo de canciller el 16 de julio de 2008 aduciendo motivos personales. El 1 de noviembre de 2009, Araujo fue nombrado en la presidencia del Partido Conservador Colombiano y que tiene previsto ocupar hasta el 31 de octubre de 2010. Actualmente se dedica a la construcción de proyectos urbanísticos y a dictar conferencias sobre las experiencias de su secuestro.

## Educación
Fernando Araújo se graduó del Colegio La Salle en la ciudad de Cartagena de Indias, luego se fue a vivir a Bogotá donde estudió ingeniería civil en la Pontificia Universidad Javeriana

## Escándalo de Chambacú
Araújo renunció al ministerio de desarrollo después de que Ignacio Gómez publicara en el diario colombiano El Espectador un artículo llamado "Chambacú, corral de empresarios".
El artículo dio paso a que se iniciara una investigación en la que se implicó a Luis Alberto Moreno, que, como Ministro de Desarrollo, nombró como director del Inurbe (Instituto Nacional de Vivienda de Interés Social y Reforma Urbana) a Héctor García Romero, quien según algunas investigaciones, habría beneficiado los intereses económicos de Moreno y de Fernando Araújo, entre otras familias prestantes, en un proyecto de construcción en Cartagena sobre un terreno conocido como Chambacú, en donde habitaban familias de escasos recursos. Después de una investigación exhaustiva de la fiscalía, esta cerró el proceso, en marzo de 2003, mientras Araújo estaba secuestrado por el frente 37 de las FARC, exonerando completamente de cualquier delito a Araújo, Moreno y García, entre otros investigados.

## Secuestro
Cuando aún estaba en investigación el caso de Chambacú, Araújo fue secuestrado el 4 de diciembre de 2000 por las Fuerzas Armadas Revolucionarias de Colombia (FARC) en la ciudad de Cartagena. Lo mantuvo secuestrado el jefe del Frente 37 de las FARC, alias 'Martín Caballero'. La noticia de su secuestro acaparó la atención de los medios de comunicación del país siendo el tercer plagio de un personaje importante del país ya que ese año la guerrilla había secuestrado 11 meses atrás al reconocido periodista y director del noticiero Hora Cero Guillermo 'La Chiva' Cortés en su finca en Cundinamarca y en agosto de ese año también habían plagiado al entonces congresista Oscar Tulio Lizcano el Riosucio, Caldas.
Araújo escapó el 31 de diciembre de 2006, después de que el Ejército Nacional de Colombia realizara una operación en la subregión Montes de María en el departamento de Bolívar. Este aprovechó el descuido de sus captores para escapar en medio del monte. 
Araújo permaneció varios días escondiéndose sin agua o alimento cerca a Zambrano, hasta que un campesino le ayudó a contactar a miembros del Ejército. Tras organizar el viaje, los militares lo llevaron a una base naval en Cartagena el 5 de enero de 2007.
La historia del secuestro ha quedado recogida en un libro publicado por el mismo Araújo con el título El trapecista.
Durante 2018 y 2019, varios guerrilleros acogidos a la JEP, aseguraron que la orden del secuestro del ministro Araújo vino del hoy comandante guerrillero disidente Iván Márquez y del comandante guerrillero Martin Caballero, ya que su propósito en principio era el de hacerle un juicio revolucionario por el Escándalo Chambacú, pero por orden del Secretariado de las Farc, el ministro Araújo fue incluido en la lista de canjeables.

## Ministro de Relaciones Exteriores

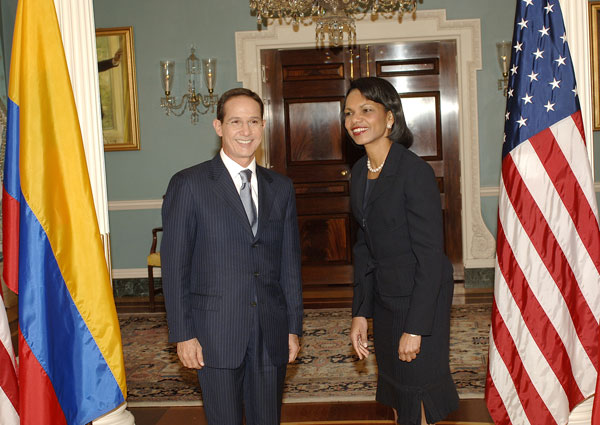
Fernando Araújo con la secretaria de estado Condoleezza Rice.

El 19 de febrero de 2007, Araújo fue nombrado como Ministro de Relaciones Exteriores por el presidente Álvaro Uribe, en reemplazo de María Consuelo Araújo y quien había renunciado tras el envolvimiento de su hermano Álvaro Araújo Castro en el escándalo de la parapolítica. Renunció por motivos personales el 16 de julio de 2008.

## Familia
Fernando Araújo es uno de los ocho hijos del matrimonio entre Alberto Araújo Merlano y Judith Perdomo. Los hermanos de Fernando Araújo son Alberto Ignacio, Liana, Gerardo, Judith Elvira, Carolina, Juan Carlos y Rodrigo.
Araújo tuvo cuatro hijos en su primer matrimonio; Manuel Santiago, Sergio Alejandro, Fernando Nicolás y Luis Ernesto.
Antes de ser secuestrado por las FARC Araújo contrajo matrimonio con Mónica Yamhure Gossaín. Habían estado casados por siete meses y planeaban tener un hijo cuando fue secuestrado, coincidencialmente el día del cumpleaños de Yamhure. Argumentando que estaba joven y sufría mucho con el secuestro de Fernando, Mónica decidió formar una nueva vida al lado de otro hombre con el que contrajo matrimonio. Tras su regreso del secuestro, Araújo se enteró de lo sucedido. En agosto de 2009 Fernando Araújo se casó con Adriana Jaramillo Hurtado.